# I peccatori della foresta nera
I peccatori della foresta nera (La Chambre ardente) è un film del  1962 diretto da Julien Duvivier.

## Trama
In un cupo ma affascinante castello della foresta nera si ritrovano due coppie e un impenitente scapolo. Qui vive il vecchio Mathias Desgrez, padre di Marc (sposato con Lucie), e di Stephane. L'altra coppia, formata da Walter ed Edith, è ospite  dell'anziano e malato capofamiglia assistito dall'inquietante infermiera Nadja: Walter è un ricercatore e studioso attratto dalla leggenda e dalla grande biblioteca sita nell'antico maniero. La leggenda si riferisce alla condanna al rogo per stregoneria il 17 luglio 1676  della marchesa Marie d'Aubray inflitta dal Tribunale chiamato Chambre Ardente. Il giallo prende il via con l’uccisione per avvelenamento di Mathias Desgrez: tutti i protagonisti appaiono privi di una morale che non sia quella del denaro e del fascino del mistero e vivono in un’atmosfera torbida e malata. Il finale stesso non chiarisce completamente lo sviluppo della storia lasciando così perplesso lo stesso ispettore Krauss.

## Distribuzione
Nel 2012 viene pubblicato dalla Gaumont Video in un cofanetto contenente anche Carnet di ballo e Untel père et fils.

## Accoglienza
«In piena epoca della Nouvelle Vague, è un film tradizionale, ma con reminiscenze di L'Année dernière à Marienbad e attori della nuova generazione (Brialy, Rich, Scob)».
Duvivier appartiene alla generazione che la Nouvelle Vague  ha messo alle spalle della storia del cinema francese. Tuttavia, è stato scritto, negli anni Sessanta  «le sue doti narrative non lo abbandonano»  e La Chambre ardente , così come Boulevard, Le Diable et les dix commandements, Chair de poule,  non fa eccezione.